# Paolo Terdich
Paolo Terdich (Piacenza, 28 gennaio 1960) è un pittore italiano. Le sue opere sono incentrate sulla commemorazione civile nazionale, il Giorno del ricordo.

## Biografia
Nasce a Piacenza nel 1960 da una famiglia fiumana giunta in Emilia a causa dell’esodo giuliano dalmata. Si fa conoscere soprattutto a partire dagli anni duemila, attraverso le mostre presso l‘Istituto Italiano di Cultura Il Cairo, nel 2002 al Palazzo Municipale di Sauze d'Oulx, nel 2004 in Olanda presso l’American Women Cultural Association e dal 2008 al 2009 a Piacenza in Atelier d’Arte e allo Spazio Rosso Tiziano nel 2015 e 2018. Terdich intraprende dal 2010 diverse mostre personali all’estero, dall’Ambasciata d’Italia in Nigeria alle personali di Berlino nel 2019 e a New York nel 2022, Successivamente è invitato alla LIX Biennale di Venezia 2022 presso il padiglione nazionale di Grenada.
Dal 2023 presenta il progetto artistico Ricordo delle foibe, esodo giuliano-dalmata per dialogare attraverso l’arte figurativa attenta all'estetica contemporanea di contesto allegorico con le nuove generazioni e perseguire un tributo alla memoria vissuta, con una prima mostra in Palazzo Galli, Sala Panini della Banca di Piacenza nel 2024. Espone a Roma alla mostra Esodo, per non dimenticare, nella Sala del Cenacolo del Complesso di Vicolo Valdina della Camera dei deputati nel febbraio 2025, un evento voluto da Lorenzo Fontana, Presidente della Camera dei deputati. La mostra è stata curata dall’Archivio Paolo Salvati, con la presentazione di Federico Mollicone  e un saggio di Alberto Moioli.